# Николас Раш
Николас Раш (англ. Nicholas Rush) — персонаж научно-фантастического телесериала «Звёздные врата: Вселенная», специалист в области математики и криптографии, которого играет Роберт Карлайл.
За исполнение этой роли Карлайл получил премию «Джемини» в номинации «Лучшее выступление актёра в продолжительной ведущей драматической роли» («Звёздные врата: Вселенная»).

## Биография
Детство и юность персонажа неизвестны. До участия в проекте «Икар» занимался научной, в том числе и преподавательской деятельностью. Жена Раша была смертельно больна, но Николас был настолько увлечён работой, что не был рядом с ней даже в момент её смерти.
Смерть жены серьёзно изменила доктора Раша. Он стал замкнутым, нелюдимым и ещё больше сосредоточился на работе.
В проект Звёздных Врат был приглашён чтобы решить загадку девятого «шеврона» звёздных врат на внеземной станции «Икар», но оказался на космическом корабле древних — «Судьбе» (англ. Destiny), где его главной задачей становится взлом защиты системы управления кораблём древних.
Раш — гениальный учёный, который превозносит науку. В то же время Николас в какой-то степени высокомерен к окружающим, жёсток, ради науки готов на жертвы. Именно по вине Раша, который в ходе эвакуации с «Икара» набрал адрес из девяти «шевронов» и отправил себя и остальных участников проекта за миллиарды световых лет от дома — на борт «Судьбы», герои сериала оказываются в столь непростой для себя ситуации.
Несколько раз Раш пытался взять контроль на корабле в свои руки, сталкиваясь лбами с военным главой экспедиции полковником Эвереттом Янгом. Обозреватель «Pittsburgh Post-Gazette» Роб Оуэн в своей рецензии называет Раша «лидером де-факто» на борту «Судьбы».
Во время событий эпизода «Человек», Николас Раш рискует жизнью в эксперименте с корабельным компьютером и снова вынужден переживать тяжёлые моменты своей жизни. В воспоминаниях появляется его смертельно больная жена Глория Раш, он становится более мягким и гуманным к остальным участникам вынужденной экспедиции.
В эпизоде «Диверсия» Раш начинает подозревать полковника Телфорда в шпионаже. С помощью «коммуникационных камней» он меняется сознанием с Телфордом, который действительно оказывается шпионом Люсианского союза (англ. Lucian Alliance). Раша в теле Телфорда похищают люсианцы и заставляют работать на себя — они тоже разгадывают тайну «девятого шеврона» и пытаются попасть на «Судьбу». Раш едва не погибает, люсианцы попадают на «Судьбу». В итоге лишь бескомпромиссность Раша и его готовность держать позиции до последнего, несмотря на жертвы, позволяют отвоевать корабль у люсианцев.
Следуя подсказке из эксперимента с корабельным компьютером, Раш взламывает «основной код» корабля, находит рубку управления и получает доступ к основным системам. Однако он не спешит поделиться открытием с другими членами экипажа, что неизбежно приводит к некоторым печальным последствиям. Он решает поделиться своими знаниями только с Амандой Перри, с которой у него начинаются романтические отношения. В серии «Злой умысел» Аманда, физически находясь на Земле, с помощью «коммуникационных камней» попадает на борт «Судьбы», но трагическое стечение обстоятельств приводит к гибели Аманды и ещё одной девушки — Гинн. Движимый местью Раш преследует убийцу Аманды, проходит на планету через врата, не задумываясь, сможет ли он вернуться на корабль. Позже, в серии «Надежда» выясняется, что сознания Аманды и Гинн каким-то образом сохранились и могут быть помещены в память корабельного компьютера. В серии «Захват» Аманда создаёт для себя и Раша интерактивную симуляцию, и Раш, не колеблясь и не просчитывая последствия, откладывает все другие дела, чтобы быть в симуляции с Амандой.
Раш считает, что миссия «Судьбы» — разгадать «изначальное сообщение Вселенной» — важнее всего и ради этого можно отложить даже возвращение на Землю.

## Кастинг и съёмки
До переговоров с Брэдом Райтом и Робертом Купером Роберт Карлайл смотрел полнометражный фильм «Звёздные врата» и знал о существовании франшизы. У него не было негативного отношения к научной фантастике, в детстве ему очень нравился «Стар Трек». Тем не менее, Карлайл сомневался, стоит ли участвовать в новом сериале о звёздных вратах. Лишь когда Роберт Купер пообещал, что «это будет совершенно новый Stargate» и выслал ему сценарий пилотной серии, Роберт Карлайл заинтересовался персонажем, признавая, что характер Раша «довольно сложный».
Когда сценарий был закончен, Райт и Купер позволили Карлайлу менять некоторые предложения в рамках сценария, и ему понравилось такое сотрудничество. Карлайл признал, что ему было интересно играть Раша, и он бы остался ещё на сезон.

## Отзывы и критика
В целом персонаж был воспринят положительно. Обозреватель из The New York Times Майк Хэйл назвал Карлайла «тузом в рукаве» и отметил значительное отличие уровня актёрской игры Карлайла от предыдущих звёзд франшизы — Ричарда Дина Андерсона, Майкла Шэнкса и Аманды Таппинг. Обозревательница Джоанна Уэйсс из The Boston Globe уже после пилотного эпизода также отметила «всегда прекрасного» Роберта Карлайла на фоне остальных актёров. Марк Уилсон из About.com отмечает, что «Карлайл вынужден играть жёсткую игру … и он делает это хорошо.» Обозреватель из The Straits Times пишет, что персонаж оставляет зрителей «в восхитительном недоумении» с вопросом — хороший он или плохой?